# Monasterio de San Martín de Salas
El antiguo monasterio de San Martín de Salas se encuentra en el concejo asturiano de Salas. Se sabe la existencia de un monasterio anterior en la zona datado en el siglo IX. Hoy en día existen doce piezas que se conservan en la torre del castillo de los Valdés-Salas. Las piezas existentes son siete inscripciones y cinco ventanas.

## Inscripciones
En las inscripciones se puede destacar a una de las dos que conmemoran la actividad constructiva el monasterio. Se trata de una losa cuadrada decorada con diferentes motivos destacando el motivo central que es la cruz con el Alfa y Omega. La orla está también decorada y en el interior acompañando a la cruz está inscrita la leyenda que se usaba en tiempos de la monarquía asturiana que rezaba: 

Con esta señal se protege al piadoso, con esta señal se vence al enemigo

y otra cita también habitual en la época 

Pon, Señor, la señal de la salvación en esta casa, y no permitas que se acerque el ángel golpeador

El resto de inscripciones versan sobre:
- una lista de las reliquias del monasterio,
- cuenta la reconstrucción de un templo,
- las dos restantes se creen que son oraciones ya que debido a su estado no se puede interpretar ni traducir

## Ventanas
Cuatro de las cinco ventanas son tríforas con dos columnas e inscripciones. La quinta ventana es totalmente diferente a las anteriores lo que hace suponer que es una ventana del anterior templo existente a la construcción del primigenio monasterio.

## Iglesia
La iglesia del monasterio se reconstruyó en el siglo XV siendo reformada en el siglo XVII al serle añadida la espadaña. La iglesia está formada por una única nave con muros de mampostería y cubierta de madera.
La iglesia funcionó como iglesia parroquial hasta julio de 1896.
Está declarada como Bien de Interés Cultural